# Andżara (Syria)
Andżara (arab. عنجارة) – miejscowość w Syrii, w muhafazie Aleppo. W 2004 roku liczyła 4532 mieszkańców.